# Ivan Zaytsev
Ivan Zaytsev (rusky Иван Вячеславович Зайцев, Ivan Vjačeslavovič Zajcev, * 2. října 1988 Spoleto) je italský volejbalista ruského původu. Hraje za italský klub Volley Lube na pozici smečaře nebo univerzála. Je vysoký 204 cm.
Jeho otec Vjačeslav Zajcev získal se sovětskou reprezentací zlatou medaili na LOH 1980, MS 1978 a 1982 a sedmi evropských šampionátech. Matka Irina Pozdňakovová reprezentovala Sovětský svaz v plavání. Mají starší dceru Annu a syna Ivana, který se narodil v době Vjačeslavova angažmá v Itálii a v roce 2008 získal italské občanství.
Získal dva tituly mistra Itálie (2014 a 2018) a v roce 2015 vyhrál Pohár CEV. S italskou reprezentací získal bronzovou medaili na Letních olympijských hrách 2012 a stříbrnou na Letních olympijských hrách 2016. Má zlatou medaili ze Středomořských her 2009 a stříbro ze Světového poháru 2015. Byl druhý na mistrovství Evropy ve volejbale mužů 2011 a mistrovství Evropy ve volejbale mužů 2013 a třetí na mistrovství Evropy ve volejbale mužů 2015. Na ME 2017 nestartoval, protože mu kvůli sponzorské smlouvě nebylo umožněno nastoupit v oblíbené značce obuvi. Byla mu udělena cena pro nejlépe podávajícího hráče ME 2013 a nejlepšího univerzála ME 2015. Byla mu naměřena rekordní rychlost podání 134 km/h.
S manželkou Ashling má syna a dvě dcery. Je ambasadorem Světového potravinového programu.

## Klubová kariéra
- 2004–2006 Umbria Perugia
- 2006–2007 M. Roma Volley
- 2007–2008 Andreoli Latina
- 2008–2012 M. Roma Volley
- 2012–2014 Lube Banca Macerata
- 2014–2016 Dynamo Moskva
- 2016 Al Arabi
- 2016-2018 Sir Safety Perugia
- 2018-2020 Modena Volley
- 2020- VC Kuzbass Kemerovo